# Black Mountain College
Black Mountain College – szkoła założona w 1933 w Black Mountain w Płn. Karolinie, USA (koło Asheville, Płn. Karolina).

## Edukacja
Nowy rodzaj szkoły w USA, w której nauka sztuk była centralnym punktem nauczania sztuk wyzwolonych. Szkoła działała wg założeń edukacyjnych Johna Deweya. Wielu spośród studentów i wykładowców tej uczelni wywarło znaczny wpływ na sztuki wizualne oraz inne pokrewne dziedziny i wywarło znaczny wpływ na innych artystów. Szkoła działała przez 24 lata (aż do 1957 roku). Zdobyła w tym okresie renomę i uznanie na świecie

## Wykładowcy i absolwenci

### Wykładowcy
W latach 40. i 50. jako wykładowcy z BMC związani byli m.in.: Josef oraz Anni Albers, Eric Bentley, Ilya Bolotowsky, Josef Breitenbach, John Cage, Harry Callahan, Mary Callery, Robert Creeley, Merce Cunningham, Edward Dahlberg, Max Dehn, Willem de Kooning, Robert Duncan, Buckminster Fuller, Walter Gropius, Trude Guermonprez, Lou Harrison, Alfred Kazin, Franz Kline, Jacob Lawrence, Albert William Levi, Richard Lippold, Alvin Lustig, Robert Motherwell, Charles Olson, M.C. Richards, Alexander Schawinsky, Ben Shahn, Arthur Siegel, Aaron Siskind, Theodoros Stamos, David Tudor, Robert C. Turner, Jack Tworkov, Peter Voulkos, Emerson Woelffer i William R. Wunsch.
Gościnnie wykładali m.in. Albert Einstein, Clement Greenberg, Bernard Rudofsky, Richard Lippold oraz William Carlos Williams.

### Znani absolwenci
Absolwenci Black Mountain College to m.in.: Hazel Larson Archer, Ruth Asawa (później także jako wykładowczyni), Harrison Begay (malarz), Lyle Bongé, Nicholas Cernovich, John Chamberlain (później jako wykładowca), Robert Creeley, Fielding Dawson, Elaine de Kooning, Stephen De Staebler, Ed Dorn, Jorge Fick, Joseph Fiore, James Leo Herlihy, Ray Johnson, Karen Karnes, David Weinrib, Basil King, Gwendolyn Knight, Ingeborg Lauterstein, Jane Mayhall (1918–2009, poeta), Peter Nemenyi, Robert De Niro, Sr., Kenneth Noland, H. Peter Oberlander, Joel Oppenheimer, Pat Passlof, Arthur Penn, Charles Perrow, Robert Rauschenberg, Dorothea Rockburne, Michael Rumaker, Manvel Schauffler, Oli Sihvonen, Kenneth Snelson, Claude Stoller, Dody Weston Thompson, Cy Twombly, John Urbain, Elaine Schmitt Urbain, Stan VanDerBeek, Cora Kelley Ward, David Jacques Way, Susan Weil, John Wieners, Jonathan Williams, Vera B. Williams, a także Judd Woldin.